# Ruda, Bilopillea
Ruda (în ucraineană Руда) este un sat în comuna Bobrîk din raionul Bilopillea, regiunea Sumî, Ucraina.

## Demografie
Componența lingvistică a localității Ruda
     Ucraineană (97,8%)
     Rusă (2,2%)
Conform recensământului din 2001, majoritatea populației localității Ruda era vorbitoare de ucraineană (97,8%), existând în minoritate și vorbitori de rusă (2,2%).